# Constance de Portugal (1266-1271)
Pour les articles homonymes, voir Constance de Portugal.
Constance de Bourgogne et Castille, ou Constance Alfonso de Portugal, née vers 1266 et morte vers 1271, est une infante portugaise, la septième enfant d'Alphonse III de Portugal et de Béatrice de Castille.

## Biographie
Elle mourut très jeune. On ne sait rien de sa vie.